# NGC 2624
NGC 2624 est une galaxie spirale située dans la constellation du Cancer. NGC 2624 a été découverte par l'astronome allemand Albert Marth en 1864.

## Caractéristiques
Sa vitesse par rapport au fond diffus cosmologique est de 4 391 ± 18 km/s, ce qui correspond à une distance de Hubble de 64,8 ± 4,5 Mpc (∼211 millions d'al).
Selon la base de données Simbad, NGC 2624 est une galaxie LINER, c'est-à-dire une galaxie dont le noyau présente un spectre d'émission caractérisé par de larges raies d'atomes faiblement ionisés.